# 1975年の野球
1975年の野球（1975ねんのやきゅう）では、1975年の野球界における動向をまとめる。

## 競技結果

### 日本プロ野球

#### ペナントレース

##### セ・リーグ
| 順位 | 球団               | 勝 | 敗 | 分 | 勝率 | 差   |
| 1位  | 広島東洋カープ     | 72 | 47 | 11 | .605 | 優勝 |
| 2位  | 中日ドラゴンズ     | 69 | 53 | 8  | .566 | 4.5  |
| 3位  | 阪神タイガース     | 68 | 55 | 7  | .553 | 6.0  |
| 4位  | ヤクルトスワローズ | 57 | 64 | 9  | .471 | 16.0 |
| 5位  | 大洋ホエールズ     | 51 | 69 | 10 | .425 | 21.5 |
| 6位  | 読売ジャイアンツ   | 47 | 76 | 7  | .382 | 27.0 |

##### パ・リーグ
| 順位 | 球団                   | 勝 | 敗 | 分 | 勝率  | 差   |
| 1位  | 阪急ブレーブス         | 38 | 25 | 2  | .603  | 優勝 |
| 2位  | 太平洋クラブライオンズ | 30 | 29 | 6  | .5085 | 6.0  |
| 3位  | 近鉄バファローズ       | 31 | 30 | 4  | .5082 | 6.0  |
| 4位  | 日本ハムファイターズ   | 27 | 30 | 8  | .474  | 8.0  |
| 5位  | 南海ホークス           | 27 | 32 | 6  | .458  | 9.0  |
| 6位  | ロッテオリオンズ       | 27 | 34 | 4  | .443  | 10.0 |

| 順位 | 球団                   | 勝 | 敗 | 分 | 勝率 | 差   |
| 1位  | 近鉄バファローズ       | 40 | 20 | 5  | .667 | 優勝 |
| 2位  | ロッテオリオンズ       | 32 | 31 | 2  | .508 | 9.5  |
| 3位  | 南海ホークス           | 30 | 33 | 2  | .476 | 11.5 |
| 4位  | 日本ハムファイターズ   | 28 | 33 | 4  | .459 | 12.5 |
| 4位  | 太平洋クラブライオンズ | 28 | 33 | 4  | .459 | 12.5 |
| 6位  | 阪急ブレーブス         | 26 | 34 | 5  | .433 | 14.0 |

| 順位 | 球団                   | 勝 | 敗 | 分 | 勝率 | 差   |
| 1位  | 阪急ブレーブス         | 64 | 59 | 7  | .520 | 優勝 |
| 2位  | 近鉄バファローズ       | 71 | 50 | 9  | .587 | -8.0 |
| 3位  | 太平洋クラブライオンズ | 58 | 62 | 10 | .483 | 4.5  |
| 4位  | ロッテオリオンズ       | 59 | 65 | 6  | .476 | 5.5  |
| 5位  | 南海ホークス           | 57 | 65 | 8  | .467 | 6.5  |
| 6位  | 日本ハムファイターズ   | 55 | 63 | 12 | .466 | 6.5  |

*優勝はプレーオフで決定。2位以下はプレーオフの結果に関係なく勝率順で決定

#### パシフィック・リーグプレーオフ
| 日付                     | 試合   | ビジター球団（先攻） | スコア   | ホーム球団（後攻） | 開催球場     |
| 10月15日（水）           | 第1戦  | 近鉄バファローズ     | 11 - 7   | 阪急ブレーブス     | 阪急西宮球場 |
| 10月16日（木）           | 第2戦  | 近鉄バファローズ     | 4 - 5    | 阪急ブレーブス     | 阪急西宮球場 |
| 10月17日（金）           | 移動日 | 移動日               | 移動日   | 移動日             | 移動日       |
| 10月18日（土）           | 第3戦  | 雨天中止             | 雨天中止 | 雨天中止           | 藤井寺球場   |
| 10月19日（日）           | 第3戦  | 阪急ブレーブス       | 3 - 0    | 近鉄バファローズ   | 藤井寺球場   |
| 10月20日（月）           | 第4戦  | 阪急ブレーブス       | 5 - 3    | 近鉄バファローズ   | 藤井寺球場   |
| 年間優勝：阪急ブレーブス |        |                      |          |                    |              |

#### 日本シリーズ
| 日付                           | 試合   | ビジター球団（先攻） | スコア   | ホーム球団（後攻） | 開催球場     |
| ------------------------------ | ------ | -------------------- | -------- | ------------------ | ------------ |
| 10月25日（土）                 | 第1戦  | 広島東洋カープ       | 3 - 3    | 阪急ブレーブス     | 阪急西宮球場 |
| 10月26日（日）                 | 第2戦  | 広島東洋カープ       | 1 - 5    | 阪急ブレーブス     | 阪急西宮球場 |
| 10月27日（月）                 | 移動日 | 移動日               | 移動日   | 移動日             | 移動日       |
| 10月28日（火）                 | 第3戦  | 阪急ブレーブス       | 7 - 4    | 広島東洋カープ     | 広島市民球場 |
| 10月29日（水）                 | 第4戦  | 雨天中止             | 雨天中止 | 雨天中止           | 広島市民球場 |
| 10月30日（木）                 | 第4戦  | 阪急ブレーブス       | 4 - 4    | 広島東洋カープ     | 広島市民球場 |
| 10月31日（金）                 | 第5戦  | 阪急ブレーブス       | 2 - 1    | 広島東洋カープ     | 広島市民球場 |
| 11月1日（土）                  | 移動日 | 移動日               | 移動日   | 移動日             | 移動日       |
| 11月2日（日）                  | 第6戦  | 広島東洋カープ       | 3 - 7    | 阪急ブレーブス     | 阪急西宮球場 |
| 優勝：阪急ブレーブス（初優勝） |        |                      |          |                    |              |

#### 個人タイトル
|                               | セントラル・リーグ | セントラル・リーグ | セントラル・リーグ | パシフィック・リーグ | パシフィック・リーグ | パシフィック・リーグ |
| タイトル                      | 選手               | 球団               | 成績               | 選手                 | 球団                 | 成績                 |
| ----------------------------- | ------------------ | ------------------ | ------------------ | -------------------- | -------------------- | -------------------- |
| 最優秀選手                    | 山本浩二           | 広島               |                    | 加藤秀司             | 阪急                 |                      |
| 最優秀新人                    | 該当者なし         | 該当者なし         | 該当者なし         | 山口高志             | 阪急                 |                      |
| 最優秀投手                    | 外木場義郎         | 広島               |                    |                      |                      |                      |
| 沢村栄治賞                    | 外木場義郎         | 広島               |                    |                      |                      |                      |
| 首位打者                      | 山本浩二           | 広島               | .319               | 白仁天               | 太平洋               | .319                 |
| 最多本塁打                    | 田淵幸一           | 阪神               | 43本               | 土井正博             | 太平洋               | 34本                 |
| 最多打点                      | 王貞治             | 巨人               | 96打点             | 加藤秀司             | 阪急                 | 97打点               |
| 最多盗塁                      | 大下剛史           | 広島               | 44盗塁             | 福本豊               | 阪急                 | 63盗塁               |
| 最多安打                      | 井上弘昭           | 中日               | 149安打            | 弘田澄男             | ロッテ               | 148安打              |
| 最多出塁数(セ) 最高出塁率(パ) | 王貞治             | 巨人               | 236出塁            | 小川亨               | 近鉄                 | .394                 |
| 最優秀防御率                  | 安仁屋宗八         | 阪神               | 1.91               | 村田兆治             | ロッテ               | 2.20                 |
| 最多勝利                      | 外木場義郎         | 広島               | 20勝               | 東尾修               | 太平洋               | 23勝                 |
| 最多奪三振                    | 外木場義郎         | 広島               | 193奪三振          | 東尾修               | 太平洋               | 154奪三振            |
| 最高勝率                      | 星野仙一           | 中日               | .773               | 鈴木啓示             | 近鉄                 | .786                 |
| 最多セーブ投手                | 鈴木孝政           | 中日               | 21S                | 村田兆治             | ロッテ               | 13S                  |

#### ベストナイン
|          | セントラル・リーグ | セントラル・リーグ | パシフィック・リーグ | パシフィック・リーグ |
| 守備位置 | 選手               | 球団               | 選手                 | 球団                 |
| -------- | ------------------ | ------------------ | -------------------- | -------------------- |
| 投手     | 外木場義郎         | 広島               | 鈴木啓示             | 近鉄                 |
| 捕手     | 田淵幸一           | 阪神               | 野村克也             | 南海                 |
| 一塁手   | 王貞治             | 巨人               | 加藤秀司             | 阪急                 |
| 二塁手   | 大下剛史           | 広島               | B.マルカーノ         | 阪急                 |
| 三塁手   | 衣笠祥雄           | 広島               | 有藤道世             | ロッテ               |
| 遊撃手   | 三村敏之           | 広島               | 大橋穣               | 阪急                 |
| 外野手   | 井上弘昭           | 中日               | 佐々木恭介           | 近鉄                 |
| 外野手   | 山本浩二           | 広島               | 白仁天               | 太平洋               |
| 外野手   | ロジャー           | ヤクルト           | 弘田澄男             | ロッテ               |
| 指名打者 |                    |                    | 長池徳二             | 阪急                 |

#### ダイヤモンドグラブ賞
|          | セントラル・リーグ | セントラル・リーグ | パシフィック・リーグ | パシフィック・リーグ |
| 守備位置 | 選手               | 球団               | 選手                 | 球団                 |
| -------- | ------------------ | ------------------ | -------------------- | -------------------- |
| 投手     | 堀内恒夫           | 巨人               | 足立光宏             | 阪急                 |
| 捕手     | 大矢明彦           | ヤクルト           | 有田修三             | 近鉄                 |
| 一塁手   | 王貞治             | 巨人               | 加藤秀司             | 阪急                 |
| 二塁手   | 大下剛史           | 広島               | B.マルカーノ         | 阪急                 |
| 三塁手   | 島谷金二           | 中日               | 有藤道世             | ロッテ               |
| 遊撃手   | 藤田平             | 阪神               | 大橋穣               | 阪急                 |
| 外野手   | 高田繁             | 巨人               | 福本豊               | 阪急                 |
| 外野手   | 山本浩司           | 広島               | 島野育夫             | 南海                 |
| 外野手   | ローン             | 中日               | 弘田澄男             | ロッテ               |

### 高校野球
- 第47回選抜高等学校野球大会優勝：高知（高知県）
- 第57回全国高等学校野球選手権大会優勝：習志野（千葉県）

### 大学野球
- 第24回全日本大学野球選手権大会優勝：駒澤大
- 第6回明治神宮野球大会優勝：明治大

- 東京六大学野球連盟優勝 春：明治大、秋：明治大
- 東都大学野球連盟優勝 春：駒澤大、秋：駒澤大
- 関西大学野球連合優勝 春：大阪商業大、秋：近畿大

### 社会人野球
- 第46回都市対抗野球大会優勝：電電関東
- 第2回社会人野球日本選手権大会優勝：鐘淵化学

### メジャーリーグ
- ワールドシリーズ
シンシナティ・レッズ（ナ・リーグ） （4勝3敗） ボストン・レッドソックス（ア・リーグ）

## できごと

### 1月
- 1月20日 - パ・リーグは東京・銀座の連盟事務所にて理事会を開き、今季から実施する指名打者制度についてメジャー・リーグで指名打者制を採用しているアメリカン・リーグの方式を採用すると決定[3]。
- 1月27日 - ニューヨーク・クーパーズタウンにあるアメリカ野球殿堂館にて、元巨人で現ロッテ監督の金田正一のプロ通算400勝目を達成した試合のウイニング・ボールとグラブのアメリカ野球殿堂入りの認証式が行われる[4]。

### 3月
- 3月1日 - 中日ドラゴンズがアメリカフロリダ州ブラデントンにあるパイレーツタウンにて球団初の国外キャンプを開始[5]。
- 3月23日 - 読売ジャイアンツ前監督の川上哲治の引退試合が後楽園球場で行われる[6]。
- 3月26日 - 日本ハムファイターズはMLBニューヨーク・ヤンキースとの技術援助協定の締結を発表[7]。
- 3月28日 - 第47回選抜高等学校野球大会が開幕。

### 4月
- 4月5日
  - プロ野球がセ・パ同時開幕[8]。
  - 広島東洋カープの外木場義郎が神宮球場での対ヤクルトスワローズ1回戦で勝利投手となり、プロ通算100勝を達成[9]。
- 4月6日 - 第47回選抜高等学校野球大会の決勝戦が阪神甲子園球場で行われ、高知高校が東海大相模を延長13回の末10対5で破り、大会初優勝を飾る[10]。
- 4月8日 - 太平洋クラブライオンズの石井茂雄が平和台球場での対近鉄バファローズ1回戦に先発し、プロ通算600試合登板を達成[11]。
- 4月11日
  - 大洋ホエールズの江尻亮が川崎球場での対ヤクルト1回戦で1号本塁打を放ち、プロ通算100本塁打を達成[12]。
  - 広島球場での広島対中日1回戦の9回表、広島の投手の宮本幸信が、中日の打者の木俣達彦へのカウント2-2からの5球目のハーフスイングの判定に激昂して、主審の胸を足で蹴り上げて審判から退場を命じられる[13]。
- 4月13日 - 阪急の足立光宏が後楽園球場での対日本ハム3回戦で完投勝利を収めて2勝目を挙げ、プロ通算150勝を達成[14]。
- 4月15日 - 巨人の柴田勲が小倉球場での対広島3回戦の3回裏に三盗を決め、プロ野球史上4人目の通算450盗塁を達成[15]。
- 4月20日
  - 近鉄の神部年男が藤井寺球場での対南海ホークスダブルヘッダーの第2試合の4回戦に登板し、ノーヒットノーランを達成[16]。
  - 日本ハムの張本勲が川崎球場での対ロッテ5回戦の7回表に1号3点本塁打を放ち、プロ通算400本塁打を達成[17]。
  - 阪神タイガースの江夏豊が後楽園球場での対巨人3回戦で3勝目を挙げ、プロ通算150勝を達成[18]。
- 4月21日 - ロッテオリオンズの監督の金田正一が心臓発作で1週間の休養、高木公男が代理監督を務めると発表[19]。
- 4月26日 - 日本ハムの阪本敏三が対阪急6回戦の7回表に安打を放ち、プロ通算1000安打を達成[20]。
- 4月27日
  - 日本ハムの張本勲が西宮球場での対阪急7回戦の六回表に二盗を決め、プロ通算300盗塁を達成[21]。
  - 甲子園球場での広島対阪神のダブルヘッダー第一試合の2回戦の八回裏、広島の監督のジョー・ルーツがボールの判定を下した線審の竹元勝雄に対し抗議し胸をついたとして退場を宣告される[22]。
- 4月28日 - ヤクルトの荒川尭が球団事務所を訪れ、左眼の視力障害のため引退を申し出て了承される。球団は荒川を任意引退とする[23]。
- 4月29日 - 広島は12時過ぎより名古屋市のホテル名古屋キャッスルにて記者会見し、監督のジョー・ルーツが退団し、当面の間野崎泰一が監督代行を務めると発表。27日の試合で審判の判定に抗議した際、球団代表の重松良典がグランドに出てきてルーツを説得した行為をフロントの現場の監督に対する越権行為と批判していた[24]。

### 5月
- 5月3日
  - 広島は広島市内の球団事務所にて記者会見し、辞任したジョー・ルーツの後任監督として守備走塁コーチの古葉竹識が就任したと発表[25]。
  - 阪急の米田哲也が平和台球場での対太平洋4回戦に登板し、プロ野球史上2人目の通算900試合登板を達成[26]。
- 5月11日
  - 西宮球場での阪急対南海6回戦で阪急がプロ野球史上3度目の毎回得点[27]。この試合で南海の門田博光が9回表に2号本塁打を放ち、プロ通算100本塁打を達成。
  - ロッテがジミー・ロザリオの解雇を発表[28]。
- 5月13日 - 南海の野村克也が後楽園球場での対ロッテ5回戦の5回表に安打を放ち、プロ野球史上初の通算2500安打を達成[29]。
- 5月14日 - 阪急の福本豊が西宮球場での対太平洋9回戦の7回裏に二盗を決め、プロ通算450盗塁を達成[30]。
- 5月17日
  - 巨人の堀内恒夫が後楽園球場での対阪神6回戦で2勝目を挙げ、プロ通算150勝を達成[31]。
  - 太平洋の基満男が大阪球場での対南海5回戦に出場し、プロ通算1000試合出場を達成[32]。
- 5月18日
  - 日本ハムの張本勲が鳴門球場での対阪急ダブルヘッダー第1試合の9回戦の8回裏に二塁打を放ち、プロ通算4000塁打を達成[33]。
  - ヤクルトのロジャー・レポーズが中日球場での対中日7回戦の6回表に10号本塁打を放ち、セ・リーグ史上通算15000本塁打を記録[34]。
- 5月20日 - 巨人の柴田勲が神宮球場での対ヤクルト10回戦に出場し、プロ通算1500試合出場を達成[35]。
- 5月21日 - 大洋の江尻亮が川崎球場での対中日8回戦の2回裏に二塁打を放ち、プロ通算1000安打を達成[36]。
- 5月22日 - 南海の野村克也が後楽園球場での対日本ハム8回戦の5回表に9号3点本塁打を放ち、プロ史上2人目の通算600本塁打を達成[37]。
- 5月25日 - 広島の若生智男が広島市民球場での対大洋ダブルヘッダー第2試合の11回戦に2番手で救援登板し、プロ通算600試合登板を達成。史上13人目[38]。
- 5月26日 - ロッテが新外国人選手としてビル・マクナルティの入団・支配下登録したことを発表[39]。
- 5月27日 - ロッテがヒューストン・アストロズ傘下のAAA級アイオアのラファエル・バティスタの入団を発表[39]。
- 5月30日
  - 太平洋の山村善則が川崎球場での対ロッテ10回戦の8回表に代打で出場し、木樽正明から初打席本塁打を記録[40]。
  - 近鉄の佐々木宏一郎と南海の島本講平の交換トレードを両球団から発表[41]。

### 6月
- 6月1日
  - 太平洋の江藤慎一が川崎球場での対ロッテダブルヘッダー第1試合の12回戦の7回表に水谷則博から本塁打を放ち、プロ野球史上初の全球団から本塁打を達成[42]。また、太平洋の土井正博が同13回戦第2試合で16号本塁打を放ち、プロ通算3000塁打を達成[43]。
  - ロッテが川崎球場での対太平洋ダブルヘッダー第2試合の13回戦の試合後にジム・ラフィーバーの現役引退と守備走塁コーチの昇格を発表[44]。
- 6月5日 - 南海の野村克也が大阪球場での対ロッテ10回戦に出場し、プロ野球史上初の通算2500試合出場を達成[45]。
- 6月7日 - 阪急の高井保弘が西宮球場での対ロッテ9回戦の9回裏に代打で出場して3号本塁打を放ち、通算代打本塁打が18本となり、ピッツバーグ・パイレーツのジェリー・リンチ（英語版）のメジャー記録の代打本塁打18に並ぶ[46]。
- 6月12日 - 静岡球場でヤクルト対広島9回戦が行われ、ヤクルトの船田和英が2回裏に二盗を決め、セ・リーグ15000個目の盗塁を記録[47]。また広島の大下剛史が通算1000試合出場を達成[48]。
- 6月17日 - 大阪球場にて南海と阪急10回戦が行われ、延長10回の末引き分けとなり、阪急がパ・リーグ前期優勝を達成[49]。
- 6月19日 - 阪神の田淵幸一が中日球場での対中日13回戦の7回表に23号本塁打を放ち、プロ通算200本塁打を達成[50]。
- 6月21日 - 阪急の米田哲也の阪神入りが決定[51]。
- 6月22日 - 阪急の長池徳士が平和台球場での対太平洋13回戦の7回表に16号本塁打を放ち、プロ通算300本塁打を達成[52]。
- 6月30日 - 後楽園球場を運営する後楽園スタヂアムは、来年度より日本の球場で初めてとなる人工芝を全面的に導入すると発表[53]。

### 7月
- 7月6日 - 阪神のジョージ・アルトマンが甲子園球場での対中日ダブルヘッダー第2試合の15回戦の4回裏に7号本塁打を放ち、通算200本塁打を達成。外国人選手としてプロ野球史上初めての記録[54]。
- 7月8日 - パ・リーグの後期が開幕[55]。
- 7月11日 - 巨人の王貞治が後楽園球場での対阪神9回戦の8回裏に16号本塁打を放ち、プロ野球史上初の通算650本塁打を達成[56]。
- 7月13日 - ロッテの山崎裕之が宮城球場での対太平洋後期1回戦で2回表に安打を放ち、プロ通算1000安打を達成[57]。
- 7月17日 - 太平洋の土井正博が平和台球場での対近鉄後期三回戦に9回裏にサヨナラ18号2点本塁打を放ってプロ入り通算1001点とし、プロ野球史上10人目の1000打点を達成[58]。
- 7月26日 - 中日球場の中日対広島18回戦において1回裏に球場の照明灯の1基が故障したため審判団は試合を中断。修理の見込みがないため1時間20分経過した20時5分、審判団と両チームの監督が協議してノーゲームとなる[59]。
- 7月30日 - 岡山球場で阪神対中日17回戦が行われ阪神が中日に3-2で勝ち、公式戦2500勝を達成[60]。
- 7月31日 - 阪急の加藤秀司が対太平洋後期3回戦の8回裏に18号3点本塁打を放ち、プロ通算100本塁打を達成[61]。

### 8月
- 8月1日 - ロッテの成田文男が川崎球場での対阪急後期8回戦で完投勝ちして9勝目を挙げ、プロ通算150勝を達成[62]。
- 8月3日 - 第46回都市対抗野球大会の決勝戦が後楽園球場で15時より行われ、電電関東の千葉市が大昭和製紙北海道の白老町を3-0で下し、2度目の優勝[63]。
- 8月5日
  - 巨人の王貞治が川崎球場での対大洋14回戦の4回表に20号本塁打を放ち、プロ野球史上初の通算1500得点を達成[64]。
  - ロッテの鈴木皖武が宮城球場での対南海後期4回戦の2回表に2番手で救援登板し、プロ通算500試合登板を達成。史上32人目[65]。
- 8月8日
  - 広島の外木場義郎が西京極球場での対阪神16回戦の5回表に遠井吾郎から三振を奪い、プロ通算1500奪三振を達成[66]。
  - 大洋のジョン・シピンが中日球場での対中日14回戦の8回表に20号本塁打を放ち、プロ通算100本塁打を達成[67]。
  - 第57回全国高等学校野球選手権大会が阪神甲子園球場で開幕。
- 8月14日 - 阪神の安仁屋宗八が後楽園球場での対巨人16回戦の6回裏途中からリリーフ登板して10勝目を挙げ、プロ通算100勝を達成[68]。
- 8月16日 - 巨人の王貞治が後楽園球場での対大洋18回戦の7回裏に適時打を放ち、野村克也に次いでプロ野球史上2人目の通算4500塁打を達成[69]。
- 8月17日 - 近鉄の鈴木啓示が日生球場での対阪急後期3回戦に登板しプロ通算2000奪三振を達成[70]。
- 8月20日 - 阪神の米田哲也が広島球場での対広島20回戦に先発登板して5回まで投げ、金田正一に次いでプロ野球史上2人目の通算5000投球回を達成[71]。
- 8月21日 - 大洋の松原誠が宮城球場での対ヤクルト18回戦に先発出場し、プロ通算1500試合出場を達成[72]。
- 8月24日 - 第57回全国高等学校野球選手権大会の決勝戦が阪神甲子園球場で行われ、千葉県代表の習志野が愛媛県代表の新居浜商を5-4で破り1967年夏（第49回）以来8年ぶり2回目の優勝[73]
- 8月27日
  - 阪急の高井保弘が宮城球場での対ロッテダブルヘッダー第2試合の後期11回戦の1回表に指名打者の森本潔の代打で出場して6号本塁打を放ち、これで通算の代打本塁打が19となり、ジェリー・リンチの持つメジャーリーグ記録の代打本塁打18を上回る[74]。
  - 太平洋の江藤慎一が平和台球場での対日本ハム後期11回戦に出場し、プロ通算2000試合出場を達成[75]。
- 8月28日 - 日本ハムの東田正義が平和台球場での対太平洋後期12回戦の6回表に6号本塁打を放ち、プロ通算100本塁打を達成[76]。
- 8月31日 - 阪急の足立光宏が山形県営球場での対近鉄後期7回戦に先発し、プロ通算600試合登板を達成[77]。

### 9月
- 9月2日 - 中日球場で行われた中日対広島21回戦で、5回表に中日の星野仙一が広島の外木場義郎から三振を奪い、セ・リーグ通算10万個目の奪三振となる[78]。
- 9月3日 - 阪神の池田祥浩が対ヤクルト21回に8番・左翼で先発出場し、プロ通算1000試合出場を達成[79]。
- 9月4日 - 巨人の土井正三が後楽園球場での対大洋22回戦の9回表に安打を放ち、プロ通算1000安打を達成[80]。
- 9月6日
  - 太平洋の監督兼選手の江藤慎一が藤井寺球場での対近鉄後期7回戦の九回表に二塁打を放ち、プロ通算2000安打を達成[81]。
  - 近鉄の小川亨が藤井寺球場での対太平洋7回戦に先発出場し、第1打席から第4打席まで無三振で連続180打席無三振となり、吉田義男が1964年に記録した179打席無三振の記録を破るプロ野球新記録を達成。第5打席で三振を喫したため、記録は180でストップ[82]。
- 9月10日 - 広島市民球場での広島対中日25回戦の九回裏、二死二塁の場面で、広島の山本浩二が中前に安打を打ち二塁走者の三村敏之が本塁へ突入するが、中堅からの返球を受けた中日の捕手の新宅洋志が三村の顔面をタッチしてアウトとなり試合終了。このプレーを巡って両軍がベンチから飛び出して乱闘に発展し、また興奮したファンが多数グランドへ降りてきて中日選手に襲い掛かるなど騒乱状態となる。さらに球場を出たファンが中日ナインの移動バスを取り囲む騒ぎが起きる[83]。
- 9月11日 - 広島の球団代表の重松良典が広島市民球場にて記者会見し、この日試合予定だった広島球場での広島対中日26回戦を中止にすると発表。前日にファンがなだれ込み騒乱状態となったことを受けて、広島はセ・リーグに対し「警備に自信がないでのこのカードを10月に回すことを認めてほしい」との要望を出して認められたため[84]。
- 9月13日 - 日本ハムの張本勲が後楽園球場での対ロッテ後期11回戦の6回裏に安打を放ってシーズン100本目の安打となり、17年連続100安打を達成、長島茂雄のプロ野球記録と並ぶ[85]。
- 9月14日 - 広島のリッチー・シェーンがユダヤ教信者懺悔の日という宗教的理由でこの日の広島市民球場での対巨人24回戦を欠場[86]。巨人は3-4で敗れ、球団ワースト新記録の9連敗となる[87]。
- 9月15日 - 南海の野村克也が西宮球場での対阪急後期13回戦の7回表に二塁打を放ち、プロ通算1000本長打を達成[88]。
- 9月18日 - 巨人は後楽園球場での対ヤクルト26回戦に5-4でサヨナラ勝ちし、連敗を11で止める[89]。
- 9月21日 - 西宮球場にて阪急対近鉄のダブルヘッダー第10、11回戦が行われ、第2試合で近鉄が阪急に3-0と勝利し、後期優勝を達成[90]。

### 10月
- 10月4日 - 近鉄の西本幸雄監督が日生球場での対日本ハムダブルヘッダー第1試合の後期11回戦に勝利し、監督として通算1000勝を達成。史上7人目[91]。また、近鉄の清俊彦が第2試合の同12回戦に4番手で救援登板し、シーズン3勝目を挙げ、プロ通算100勝を達成。史上66人目[92]。
- 10月10日
  - 大洋対中日26回戦が川崎球場で行われ大洋が中日に12-8で勝利し、巨人の球団創設以来初の最下位が決定[93][94]。
  - パ・リーグのシーズン公式戦全日程が終了[95]。
- 10月11日 - ヤクルトの大杉勝男が広島球場での対広島25回戦の7回表に13号本塁打を放ち、プロ通算300本塁打を達成[96]。
- 10月12日 - 太平洋のオーナーの中村長芳が福岡市の博多都ホテルにて16時より記者会見し、監督兼選手の江藤慎一の留任、球団社長兼球団代表の坂井保之の社長選任、専務の青木一三の球団代表就任を発表[97]。
- 10月15日 - 広島が後楽園球場での対巨人26回戦に4対0で勝利し、球団創設以来26年目で初のセ・リーグ優勝を達成[98][99]。
- 10月18日 - 日本ハムは六本木の球団事務所で中西太の監督解任を発表[100]。
- 10月20日 - パ・リーグのプレーオフの第4戦が藤井寺球場で行われ阪急が近鉄を5-3で下し、3年ぶりのパ・リーグ制覇[101]。
- 10月21日
  - セ・リーグのシーズン公式戦全日程終了[102]。シーズン観客動員数が初めて900万人を突破し、1試合あたりの平均観客動員数が初めて2万人を越える[103]。
  - 阪神の米田哲也が中日球場での対中日26回戦でシーズン10勝目（阪急で2勝、阪神で8勝）を挙げ、19年連続10勝を記録[104]。
- 10月23日 - 沢村賞選考委員会は12時から東京・丸の内の山水楼にて選考を行い、広島の外木場義郎を選出[105]。
- 10月27日 - 巨人は野球評論家の杉下茂が一軍投手コーチに就任したと発表[106]。

### 11月
- 11月2日 - 日本シリーズ第6戦が阪急西宮球場で行われ、阪急が広島に7-3で勝利し、球団創設初の日本一を達成[107]。
- 11月4日 - プロ野球セ・パ両リーグの最優秀選手、最優秀新人、ベストナインを決める記者投票が10時から東京・銀座のコミッショナー事務局にて開票され、最優秀選手にセは広島の山本浩二、パは阪急の加藤秀司、最優秀新人にセは「該当者なし」、パは阪急の山口高志が選出される[108]。
- 11月5日 - 日本ハムは15時から東京・六本木の球団事務所にて記者会見し、評論家の大沢啓二が監督に就任したと正式に発表[109]。
- 11月17日 - 日本ハムの東田正義と阪神の後藤和昭のトレードが成立したと日本ハム、阪神の両球団が発表[110]。
- 11月18日
  - ドラフト会議が11時から東京都港区芝の東京グランドホテルにて行われる[111]。
  - 【MLB】全米野球記者協会はナショナル・リーグの最優秀選手にシンシナチ・レッズのジョー・モーガンを選出[112]。
- 11月25日 - 日本ハムの張本勲と巨人の高橋一三・富田勝との1対2の交換トレードが成立したと日本ハム、巨人両球団が正式に発表[113]。
- 11月26日
  - 太平洋の加藤初・伊原春樹と巨人の関本四十四・玉井信博のトレードが成立したと太平洋、巨人両球団が正式に発表[114]。
  - 太平洋の加藤博一・片岡新之介と阪神の五月女豊・鈴木照雄のトレードが成立したと太平洋、阪神両球団が発表[115]。
  - 【MLB】全米野球記者協会は75年度のアメリカン・リーグの最優秀選手にボストン・レッドソックスのフレッド・リンを選出。リンは新人王にも選出されており、新人王と最優秀選手の両方を受賞したのはメジャー・リーグ史上初[116]。

### 12月
- 12月1日 - 太平洋の梅田邦三と中日の広瀬宰・坪井新三郎のトレードが成立したと太平洋、中日両球団が正式に発表[117]。
- 12月2日
  - 大洋の坂井勝二と日本ハムの渡辺秀武の交換トレードを両球団から発表[118]。
  - 阪急は今津光男の日本ハムへの移籍を発表。今津は来季より守備コーチを兼任する[119]。
- 12月10日 - 日本ハムがニューヨーク・ヤンキースのウォルター・ウィリアムスの入団を発表[120]。
- 12月16日 - 太平洋はオーナーの中村長芳と選手兼監督の江藤慎一が福岡市のホテルリッチにて記者会見し、レオ・ドローチャーを新監督として招聘し、江藤を選手兼任打撃コーチにすると発表[121][122]。
- 12月23日 - 巨人の萩原康弘と広島の小俣進のトレードが成立したと巨人、広島両球団が発表[123]。
- 12月25日 - 巨人は前監督で専務取締役・企画担当の川上哲治が球団に辞表を提出して受理したと発表、川上は巨人を退団[124][125]。
- 12月27日 - 太平洋の江藤慎一が14時過ぎ、福岡市中央区の球団事務所を訪れ球団代表の坂井保之、球団常務の青木一三に対し自由契約にしてほしいと申し出る。坂井、青木から報告を受けたオーナーの中村長芳が了承し、江藤の退団が決定[126][127]。

## 誕生

### 1月
- 1月8日 - ジェレミー・ゴンザレス（+ 2008年）
- 1月9日 - 清水将海
- 1月9日 - デイモン・マイナー
- 1月11日 - 黒田哲史
- 1月15日 - 吉田道
- 1月17日 - スコット・マレン
- 1月19日 - フェルナンド・セギノール
- 1月19日 - ブライアン・マレット
- 1月24日 - 高橋顕法
- 1月24日 - 矢野正之
- 1月25日 - 竹岡和宏

### 2月
- 2月4日 - 戸叶尚
- 2月6日 - チャド・アレン
- 2月8日 - トニー・マウンス
- 2月9日 - ブラディミール・ゲレーロ
- 2月10日 - 黒田博樹
- 2月10日 - 開田博勝
- 2月21日 - 馬渕隆雄
- 2月24日 - 片山大樹
- 2月26日 - 田原晃司

### 3月
- 3月7日 - 菊地原毅
- 3月11日 - 八馬幹典
- 3月25日 - 金村康平
- 3月28日 - フリオ・ズレータ
- 3月31日 - ライアン・ループ

### 4月
- 4月2日 - 高橋尚成
- 4月3日 - 上原浩治
- 4月3日 - 高橋由伸
- 4月3日 - 広田庄司
- 4月5日 - ドミンゴ・グスマン
- 4月7日 - 小野晋吾
- 4月10日 - 高見澤考史
- 4月12日 - 本屋敷俊介
- 4月18日 - 斉藤秀光
- 4月21日 - カルロス・カスティーヨ
- 4月21日 - 平井正史
- 4月23日 - 山岡洋之
- 4月24日 - 宮﨑一彰
- 4月28日 - 大塚明
- 4月29日 - ラファエル・ベタンコート

### 5月
- 5月1日 - 工藤友也
- 5月7日 - 笹山洋一
- 5月10日 - 白鳥正樹
- 5月12日 - 井端弘和
- 5月17日 - スコット・シーボル
- 5月21日 - 安藤正則
- 5月21日 - 福留宏紀
- 5月23日 - 鈴木郁洋
- 5月25日 - ランドール・サイモン
- 5月31日 - マック鈴木

### 6月
- 6月3日 - 田中充
- 6月3日 - 早川大輔
- 6月3日 - 吉武真太郎
- 6月12日 - 佐藤誠
- 6月13日 - 玉木朋孝
- 6月13日 - 面出哲志
- 6月17日 - 田中由基
- 6月22日 - 川上憲伸
- 6月22日 - エステバン・ジャン

### 7月
- 7月4日 - 平馬淳
- 7月7日 - 高橋光信
- 7月12日 - 白坂勝史
- 7月14日 - 塚本洋
- 7月16日 - 井上貴朗
- 7月16日 - 橋本大祐
- 7月18日 - トリー・ハンター
- 7月27日 - 倉義和
- 7月27日 - アレックス・ロドリゲス
- 7月29日 - セス・グライシンガー
- 7月31日 - ゲーブ・キャプラー

### 8月
- 8月2日 - ジョー・ディロン
- 8月3日 - ルーズベルト・ブラウン
- 8月9日 - 於保浩己
- 8月11日 - 永井智浩
- 8月22日 - 中村隼人
- 8月23日 - 伊達昌司
- 8月30日 - 前田和之
- 8月31日 - ゲーブ・キャプラー

### 9月
- 9月9日 - 清水章夫
- 9月9日 - 萩原多賀彦

### 10月
- 10月1日 - ブランドン・ナイト
- 10月3日 - マイク・ジョンソン
- 10月6日 - 小島大作
- 10月7日 - 立川隆史
- 10月16日 - 中山光久
- 10月17日 - ヘクター・アルモンテ
- 10月23日 - 松井稼頭央
- 10月29日 - カリーム・ガルシア

### 11月
- 11月3日 - 高波文一
- 11月8日 - 金子誠
- 11月8日 - 木村茂
- 11月10日 - ジェイソン・ターマン
- 11月18日 - デビッド・オルティーズ
- 11月19日 - 山根雅仁
- 11月24日 - 清水直行
- 11月25日 - 平田洋
- 11月29日 - 礒恒之

### 12月
- 12月1日 - 下山真二
- 12月4日 - エド・ヤーナル
- 12月8日 - 玉峰伸典
- 12月14日 - 福浦和也
- 12月17日 - 福地寿樹
- 12月18日 - 宇佐美康広
- 12月25日 - 岩村敬士
- 12月25日 - 岡島秀樹
- 12月26日 - 建山義紀
- 12月31日 - 平尾博嗣

## 死去
- 5月22日 - レフティ・グローブ（* 1900年）
- 8月18日 - 中山武（* 1916年）
- 8月23日 - 大岡虎雄（* 1912年）
- 9月16日 - 日比野武（* 1920年）
- 9月29日 - ケーシー・ステンゲル（* 1890年）